# Catunaregam taylorii
Catunaregam taylorii är en måreväxtart som först beskrevs av Spencer Le Marchant Moore, och fick sitt nu gällande namn av Diane Mary Bridson. Catunaregam taylorii ingår i släktet Catunaregam och familjen måreväxter. Inga underarter finns listade i Catalogue of Life.